# Zon van Vergina

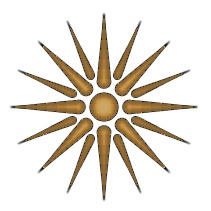
Zon van Vergina.

Vlag van Grieks-Macedonië

Vlag van de Voormalige Joegoslavische Republiek Macedonië, 1992-1995

De zon van Vergina is een symbool voor de nationale identiteit van de Griekse regio Macedonië.
Tijdens opgravingen in de Archeologische site van Aigai ontdekte de Griekse archeoloog Manolis Andronikos in de herfst van 1977 in een ongeschonden graftombe een fraai gouden kistje, versierd met het symbool van een stralende zon (ook ten onrechte "Macedonische ster") genoemd. Onderzoek leek te bevestigen dat het kistje (dat nu te zien is in het  Archeologisch Museum op het terrein van de Archeologische site van Aigai) de botten van koning Philippus II bevatte, maar de identificatie wordt nog door sommigen betwist. De zogenaamde Zon van Vergina is sindsdien in de regio vaak op vlaggen te zien als een nationalistisch symbool voor Macedonië.
Het symbool werd door Alexander de Grote in geheel zijn rijk gebruikt. Na het uiteenvallen van Joegoslavië koos de onafhankelijke staat Republiek Macedonië (officieel de Voormalige Joegoslavische Republiek Macedonië, in het Engels afgekort als FYROM) dit symbool voor zijn nieuwe vlag, tot grote ergernis van buurland Griekenland.
Het gebruik ervan door Macedonië werd door de Grieken gezien als een Slavisch-Macedonische claim op de gelijknamige Griekse regio Macedonië. In 1995 kwam aan dit geschil een einde doordat de staat Voormalige Joegoslavische Republiek Macedonië, onder internationale druk, besloot een nieuwe vlag met een ander symbool te kiezen.